# Innere Stadt
Az Innere Stadt (magyarul: Belváros) Bécs városmagja, más néven az I. kerület. Ez a város legrégebbi kerülete; 1850-ig ez az egy kerület volt maga Bécs városa. Több mint 100 000 ember dolgozik az osztrák főváros központjában, amellyel vezető szerepet tölt be a foglalkoztatottság terén a kerületek körében. Mindemellett a műemlékekben és nevezetességekben bővelkedő belváros a turizmus első számú célpontja.
A kerület lakossága 17 221 fő.

## Fekvése
Az I. kerület Bécs központjában fekszik. Északkeletről a Leopoldstadt, keletről a Landstraße, délről a Wieden, délnyugatról a Mariahilf, nyugatról a Neubau és a Josefstadt, északnyugatról pedig az Alsergrund kerületek határolják. Egyetlen természetes határa van, ez pedig a Donaukanal, vagyis a Duna-csatorna. Közigazgatási határa még az Urania – Wienfluss – Lothringerstraße – Karlsplatz – Getreidemarkt – Museumsplatz – Museumstraße – Auerspergstraße – Landesgerichtsstraße – Universitätsstraße – Maria-Theresien-Straße útvonal.

## Népesség
A legutolsó demográfiai felmérés a 2007-es év elején készült. Az adatok csupán megközelítő jellegűek!

### Általános
A kerület lakossága 1880-ban volt a legmagasabb, ebben az időben ez volt a főváros. Ekkor lakossága 73.000 fő. Ma lakossága kicsivel több mint 17.000 fő. Ez Bécs legsűrűbben lakott kerülete.

### Életkor szerinti megoszlás
- 28,1%: 60 éves vagy idősebb
- 22,2%: Középkorú
- 9,8%: 15 éves vagy fiatalabb
- A női-férfi megoszlás aránya: 53,3:46,7

### Származás és nyelv szerinti megoszlás
A kerület lakosságának 25,6%-a külföldi. Megoszlás:
- 74,4% osztrák
- 2,8% más EU-s ország
- 2,7% szerb illetve montenegrói
- 2,2 német
- 17,9% egyéb ország

A kerület lakosságának anyanyelvi (illetve elsődleges nyelvi) eloszlása:
- 79% német
- 4% szerb
- 1,8% magyar
- 1,4% horvát
- 14,3% egyéb nyelv

### Vallás szerinti megoszlás
A kerület lakosságának vallási megoszlása:
- 51,3% római katolikus
- 22,7% egyéb vallású
- 11% nem vallásos
- 6,6% evangélikus illetve egyéb protestáns
- 5,1% ortodox
- 3,3% jehova tanúja

## Politika
A kerületet 1946 óta az Osztrák Néppárt (ÖVP) vezeti. Jelenlegi polgármestere, Ursula Stenzel 2005 óta vezeti a kerületet. A legutóbbi (2005-ös) választásokon 13,48%-kal győzött a rivális, SPÖ kormánypárttal szemben.

## Címer
A kerület címere egy vörös színű pajzson található hófehér kereszt. Bécs város címere majdnem megegyezik ezzel a címerrel. Ezt egyébként már a 13. századtól használják, használatát I. Rudolf tette kötelezővé.

## Látnivalók
- Stephansdom (Szent István-székesegyház)
- Hofburg
- Wiener Staatsoper (Bécsi operaház)
- Burgtheater (Várszínház)
- Wiener Rathaus (Bécsi városháza)
- Parlament
- Am Hof (A Hofburg előtere)
- Am Graben (Bevásárlóutca)
- Ring (Bécsi körút)
- Maria Theresien Platz (Mária Terézia tér)
- Heldentor (Hősök kapuja)
- Naturhistorisches Museum (Természettudományi Múzeum)
- Kunsthistorisches Museum (Szépművészeti Múzeumok)
- Universität Wien (Bécsi Egyetem)
- Börse (Tőzsde)

## Képek

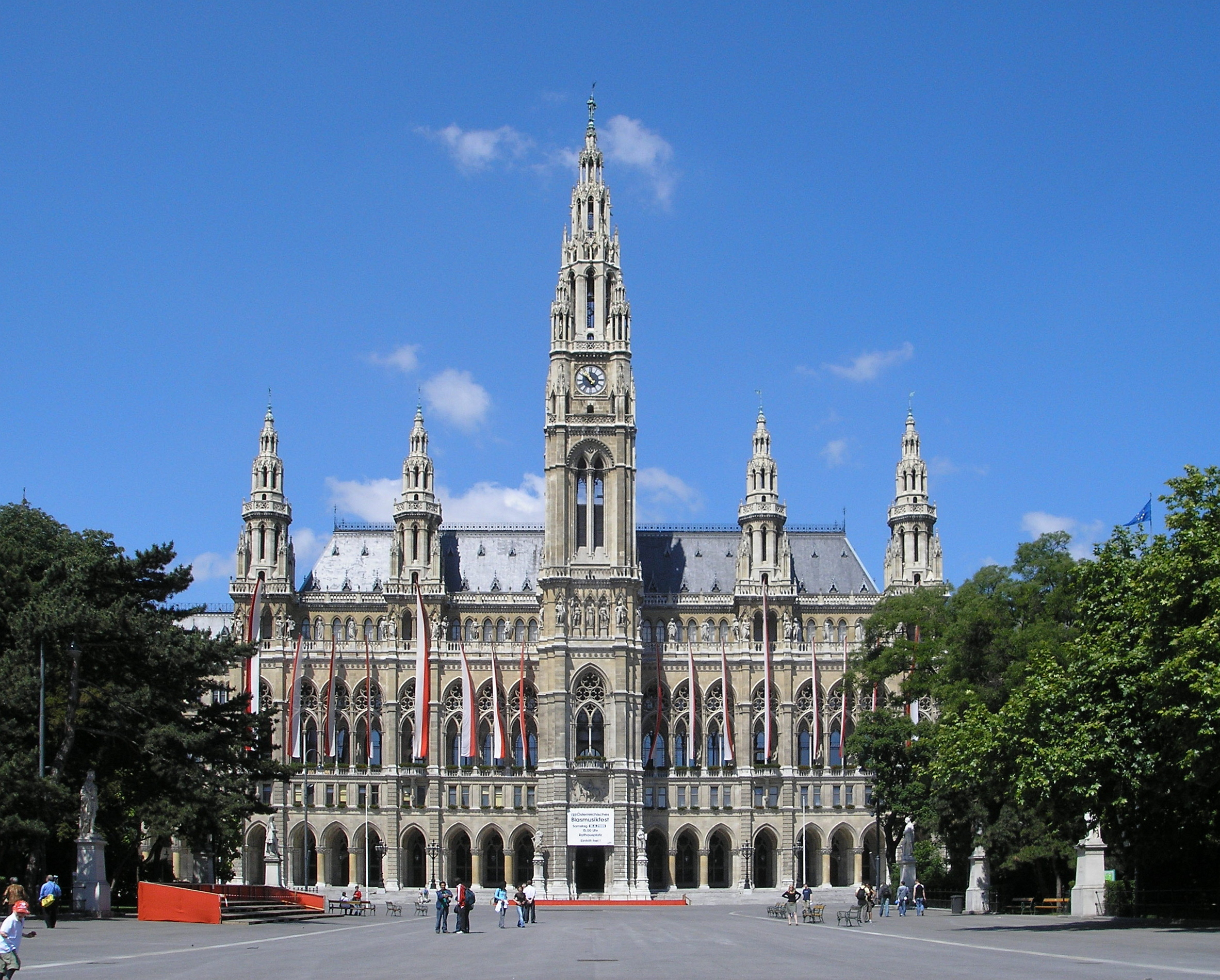
Városháza (Rathaus)
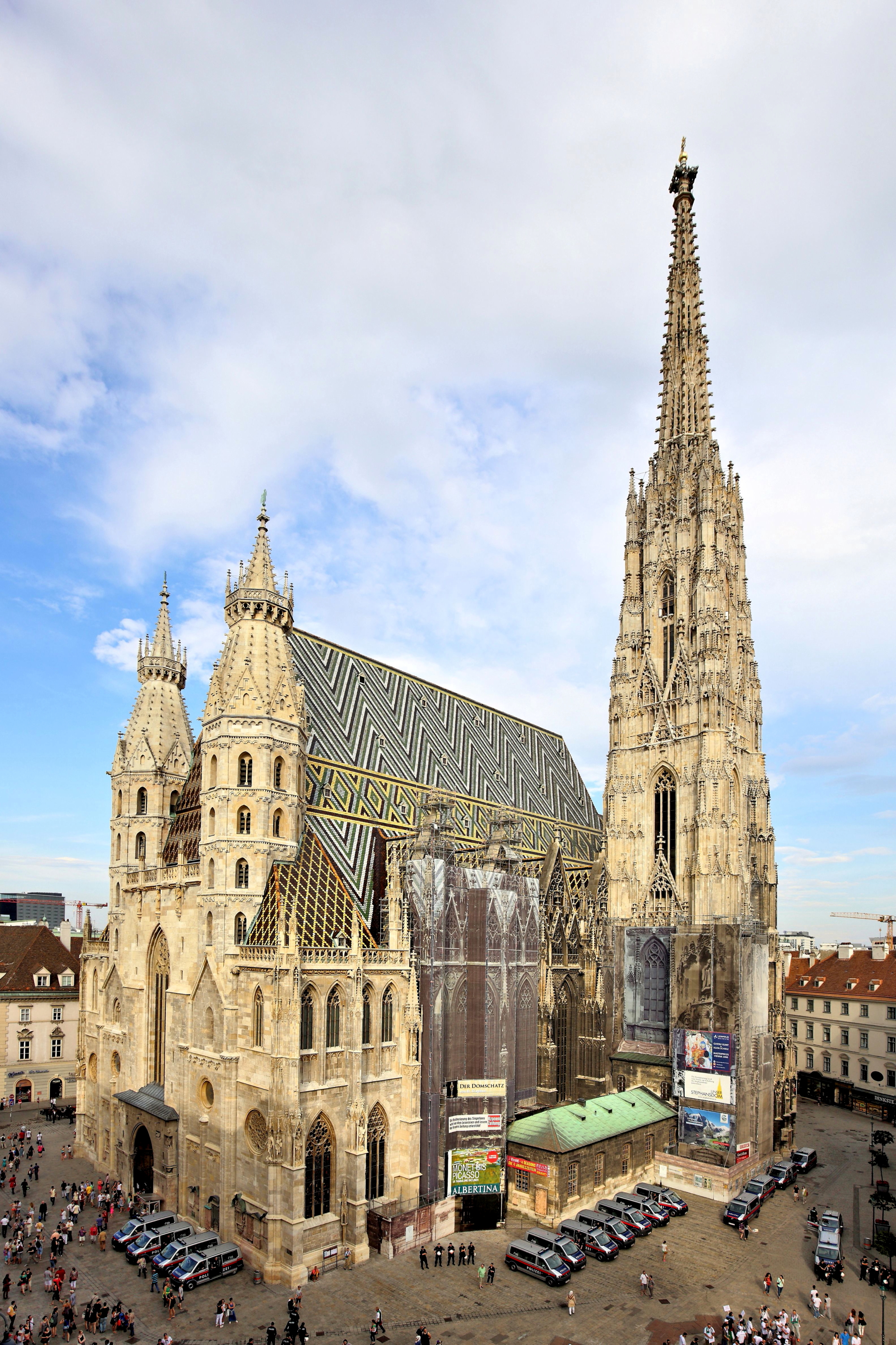
A Szent István-székesegyház (Stephansdom)
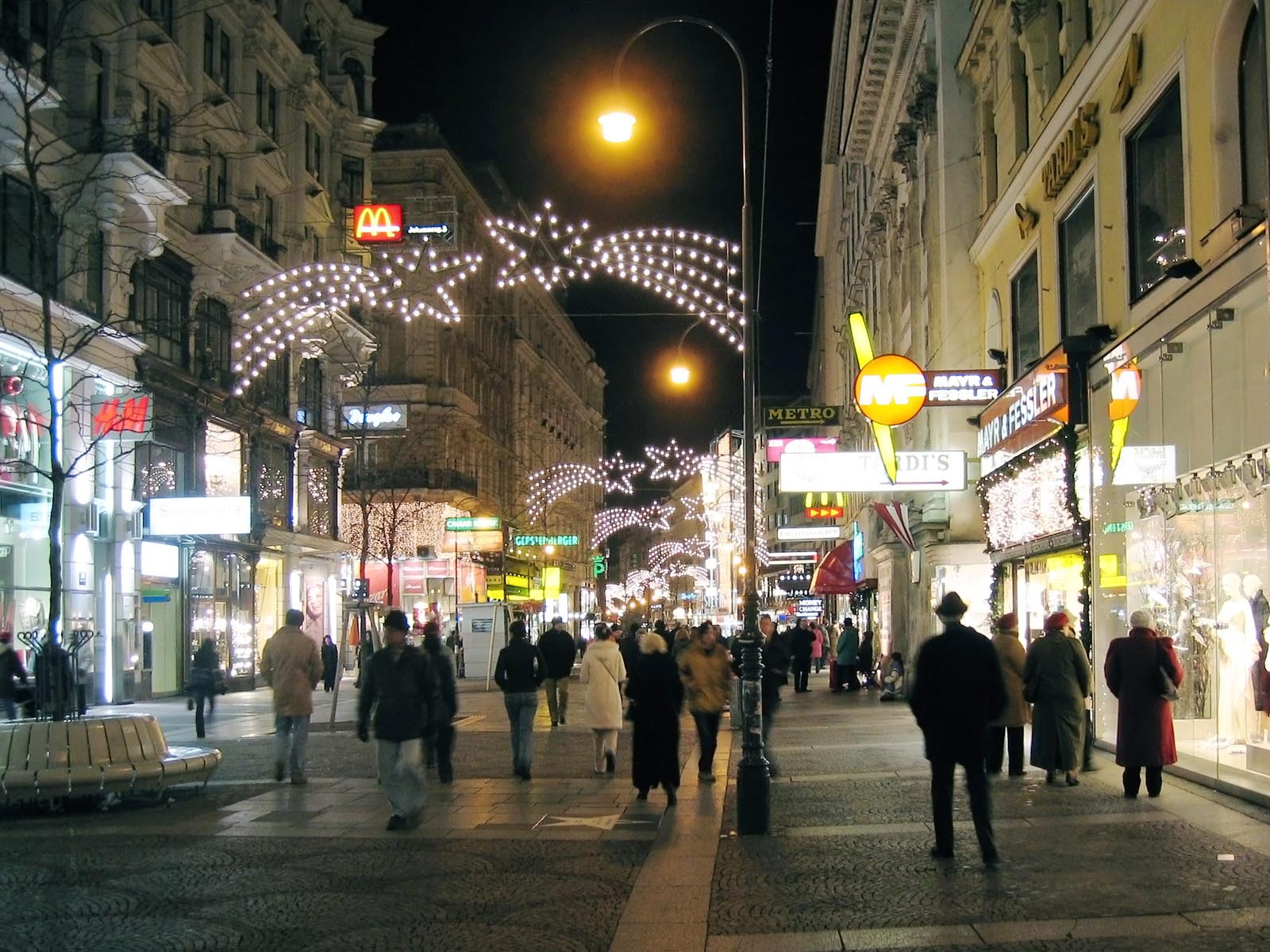
A Kärntnerstraße (a Graben egyik mellékutcája) éjszaka
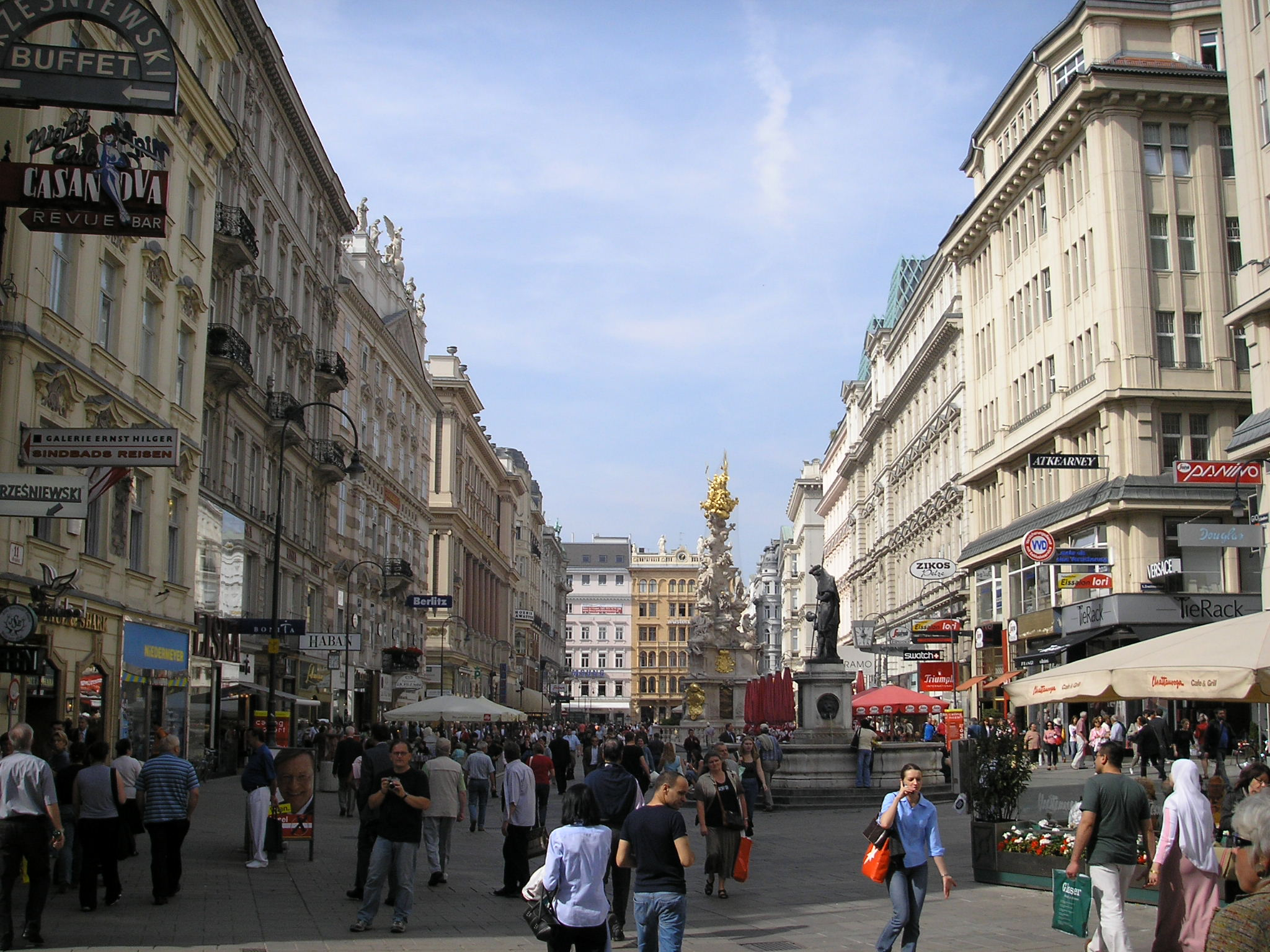
A mindig nyüzsgő Graben
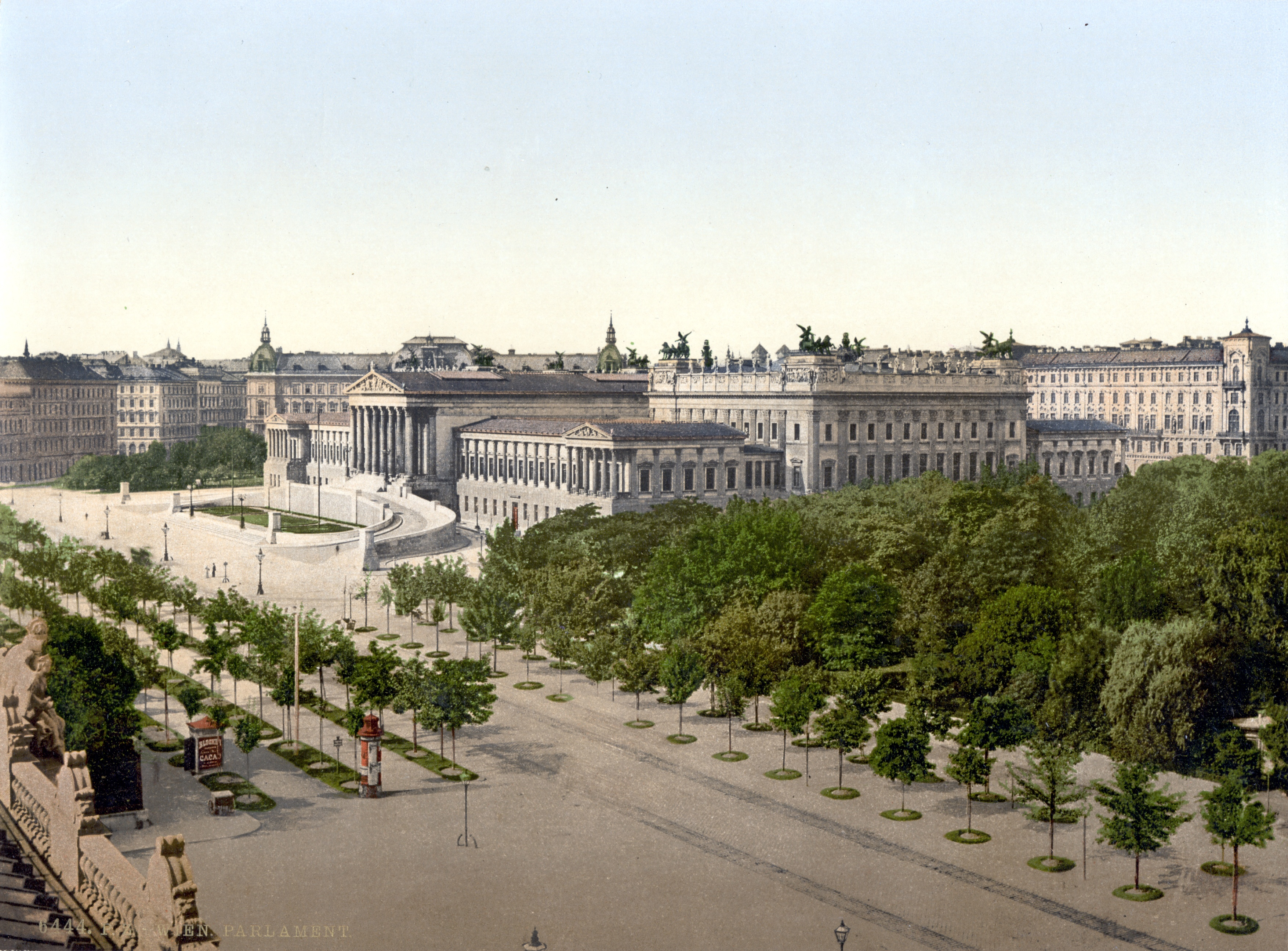
A Parlament és a Ring 1900-ban
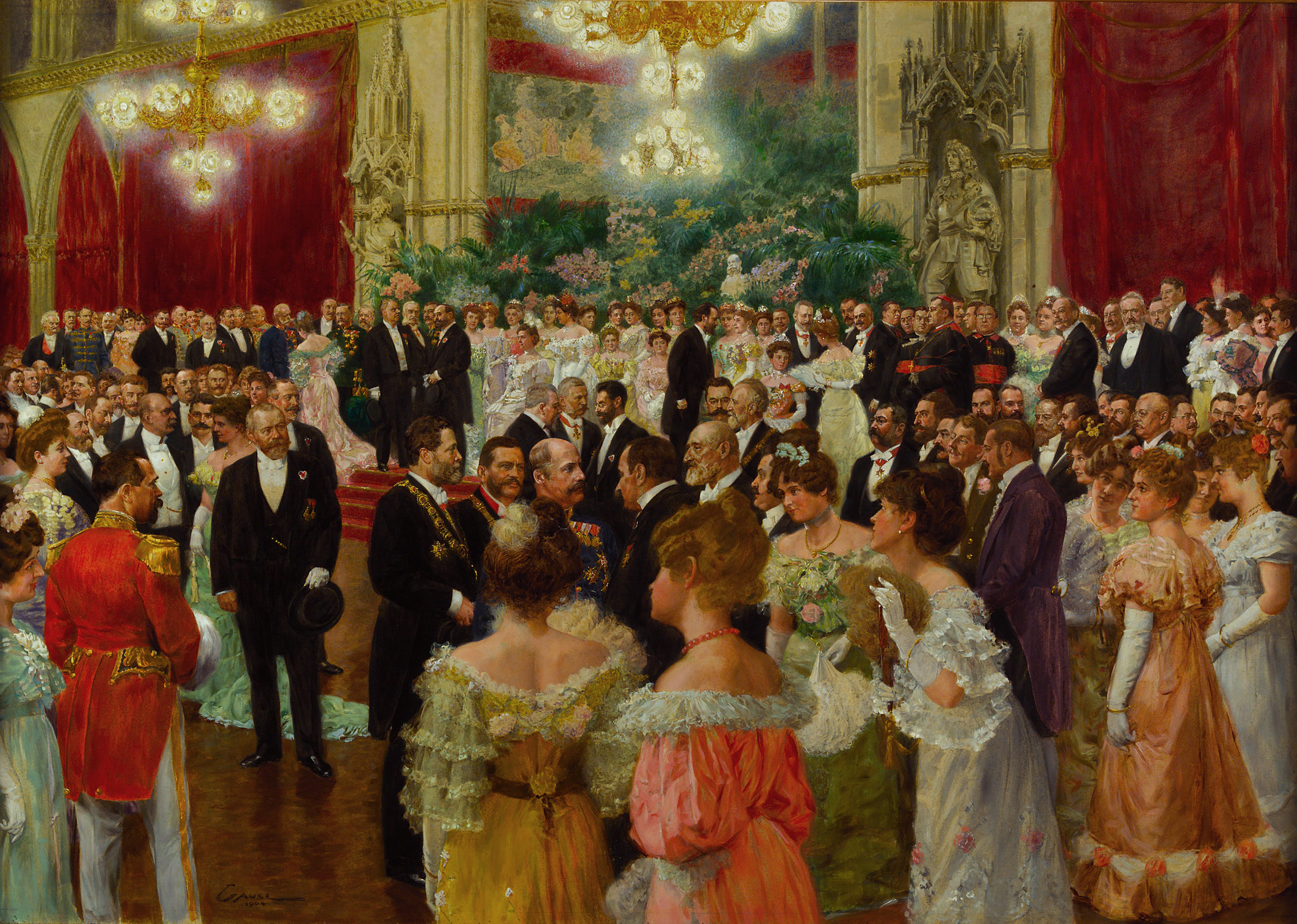
Bécsi Operabál Karl Lueger akkori polgármesterrel
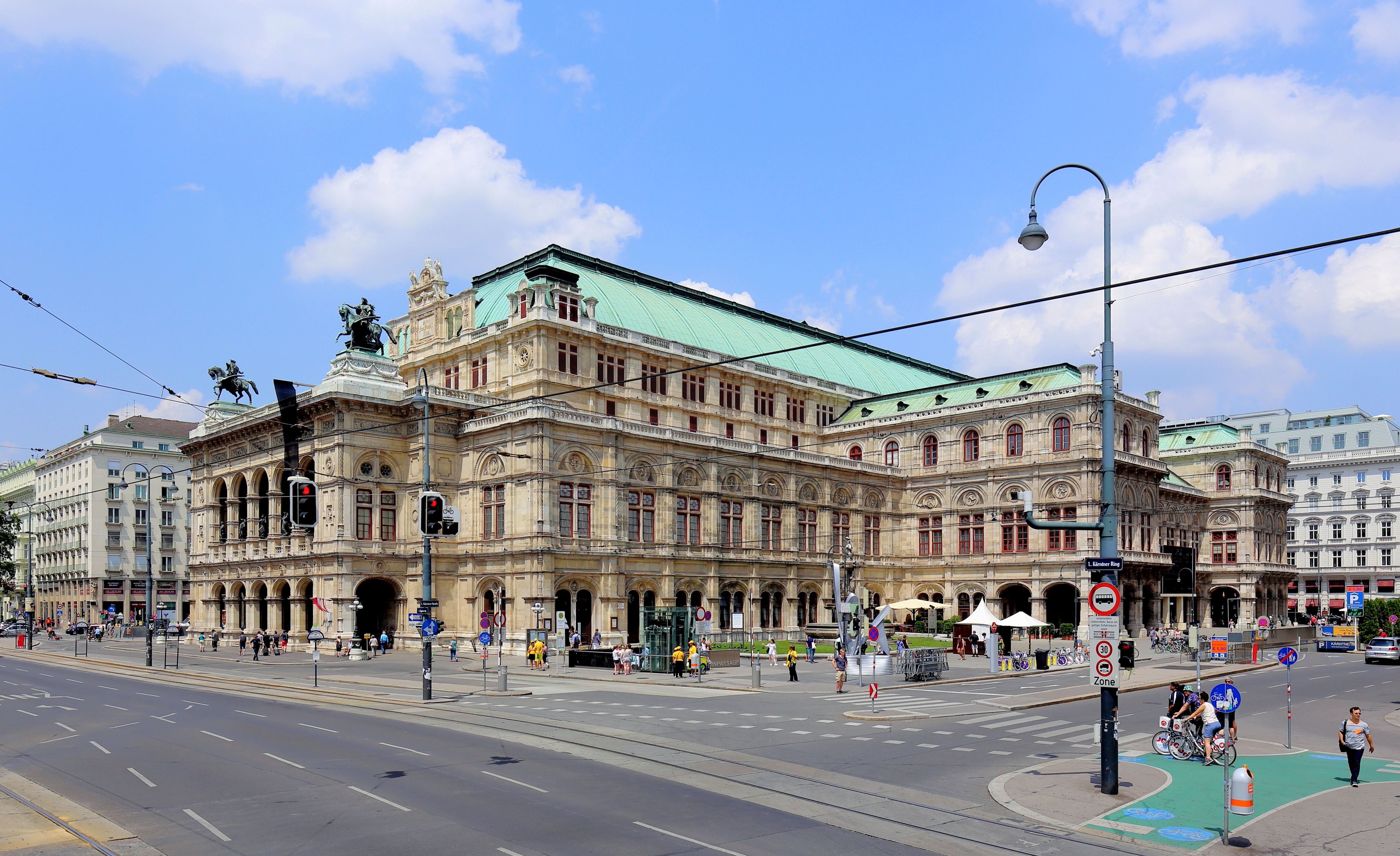
Az Operaház (Staatsoper)
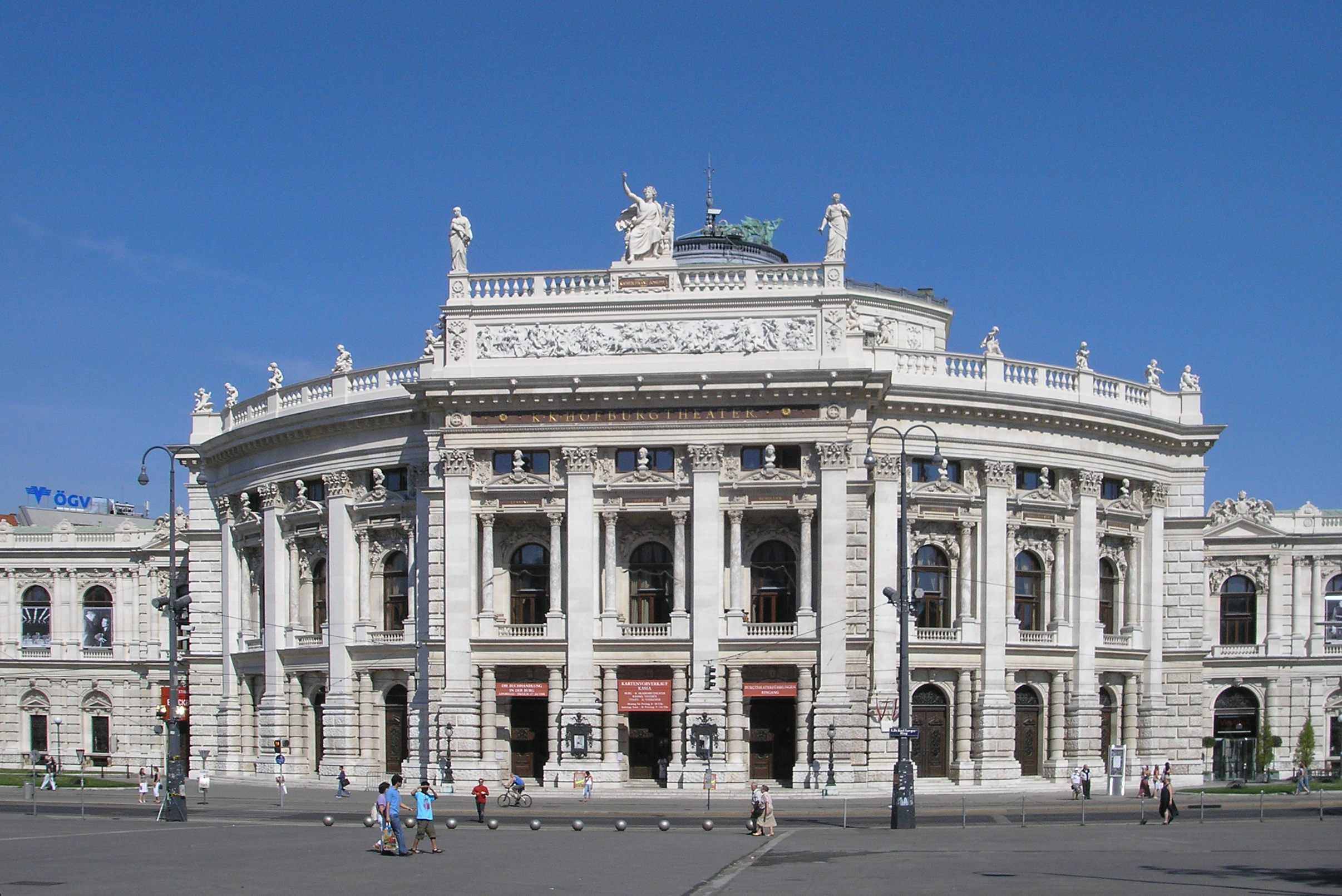
Várszínház (Burgtheater)
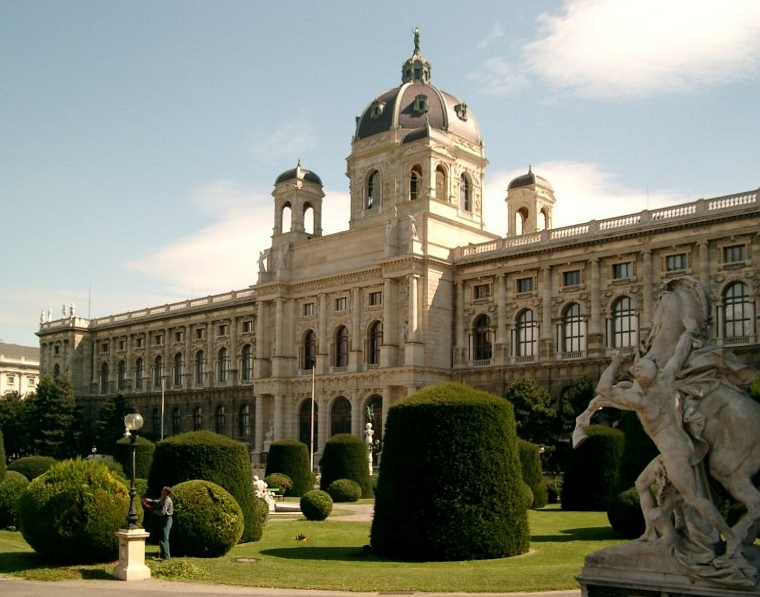
Mária Terézia tér
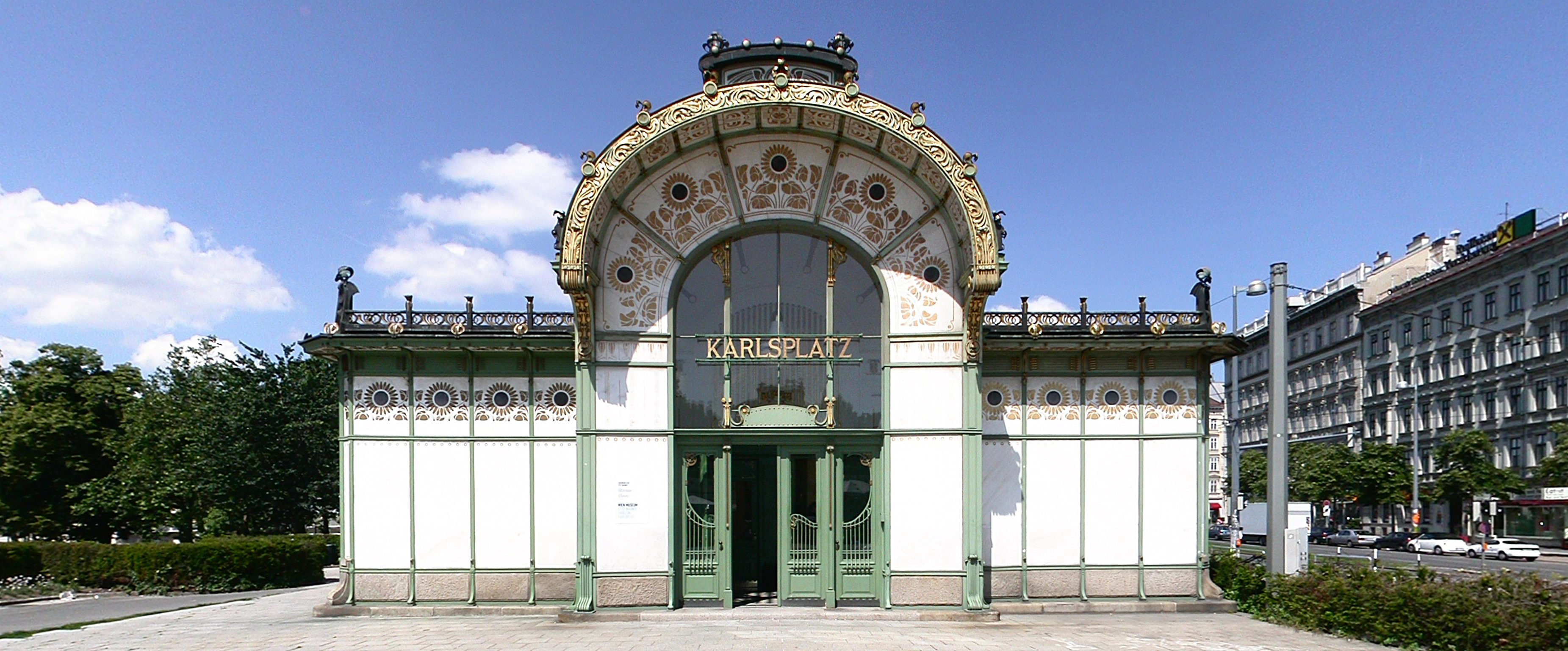
A Karlsplatz-i metróállomás egyik jellegzetes kijárata, az Otto Wagner Pavilon
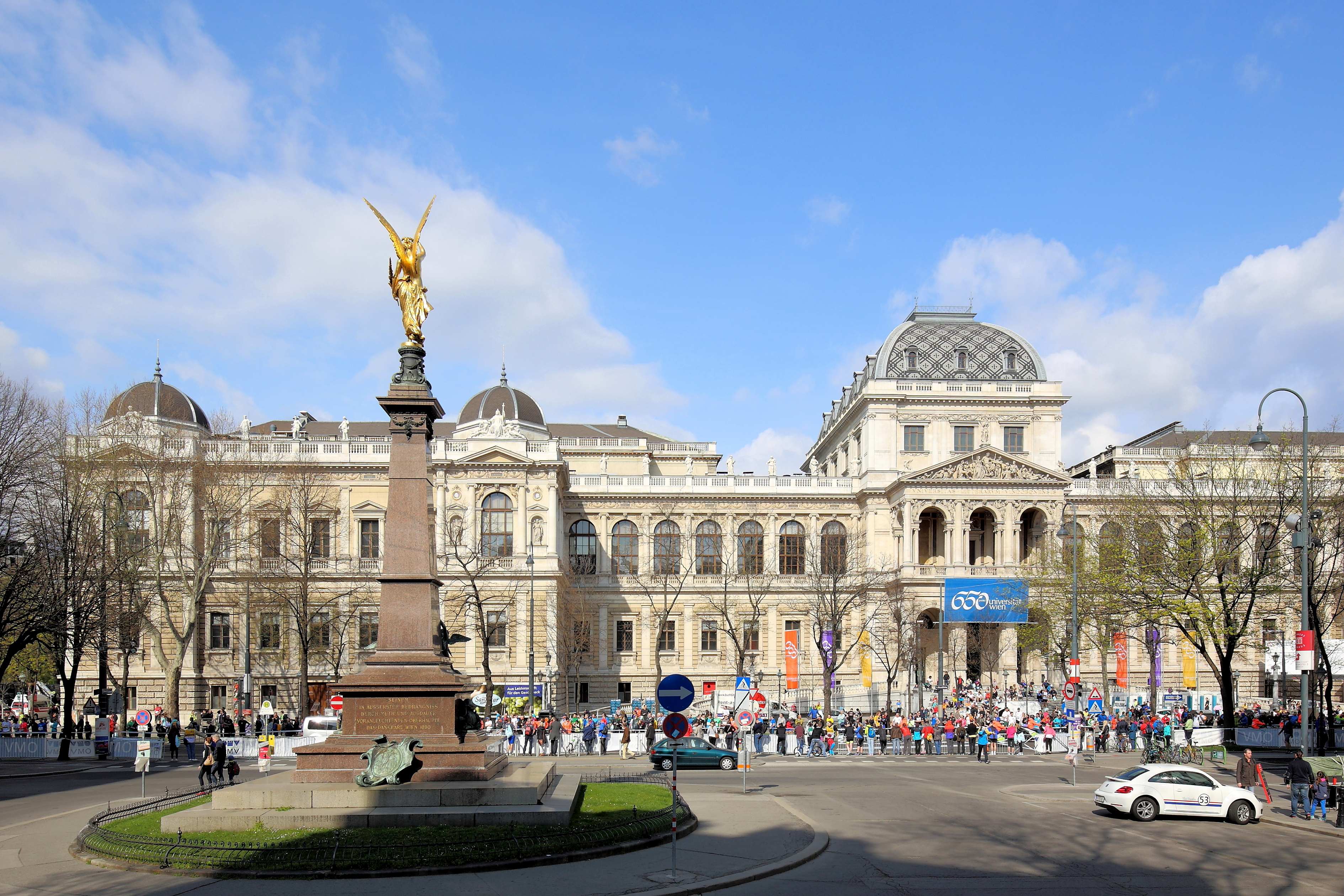
Bécsi Egyetem (Universität)
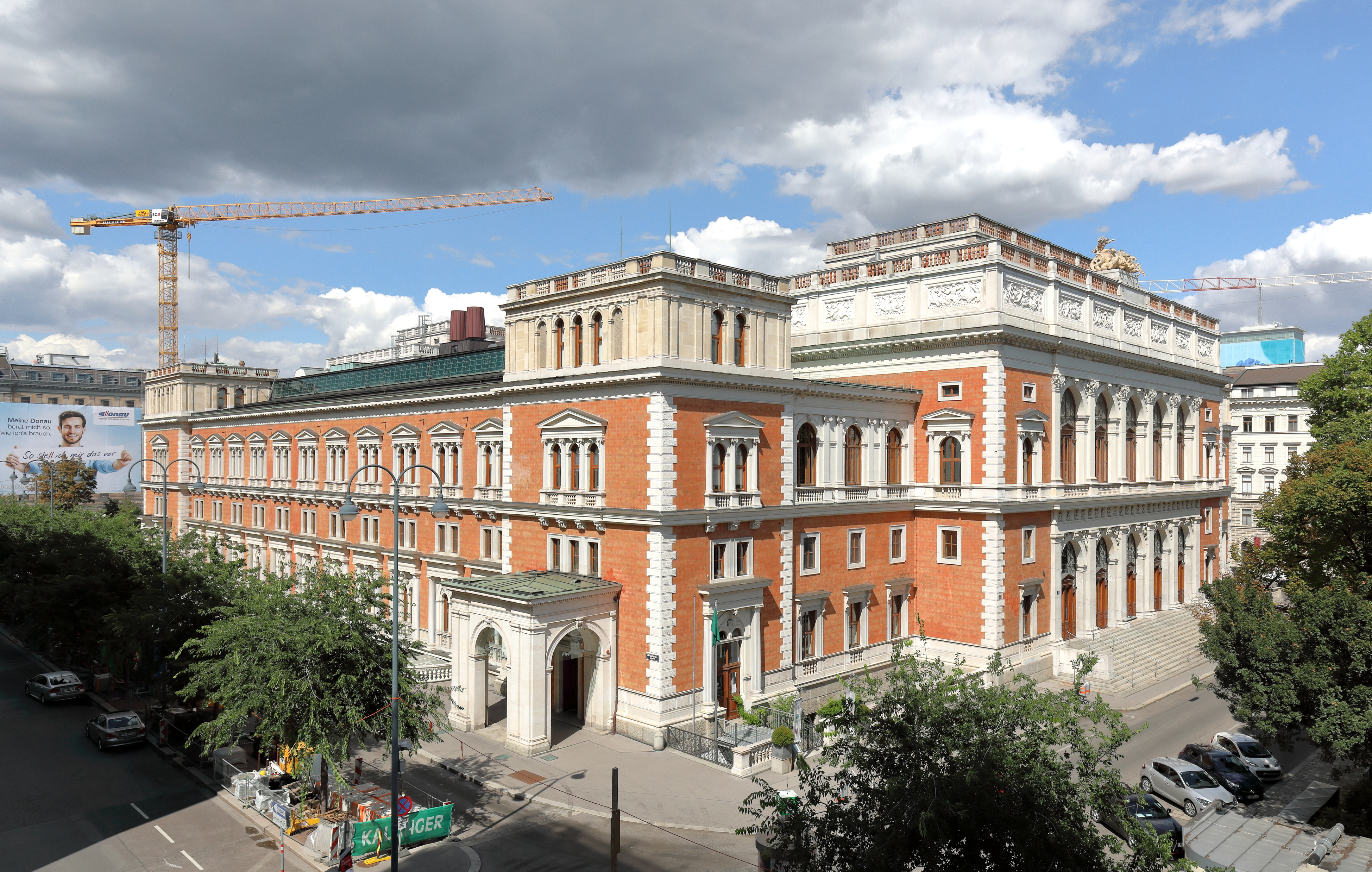
Tőzsde (Börse)
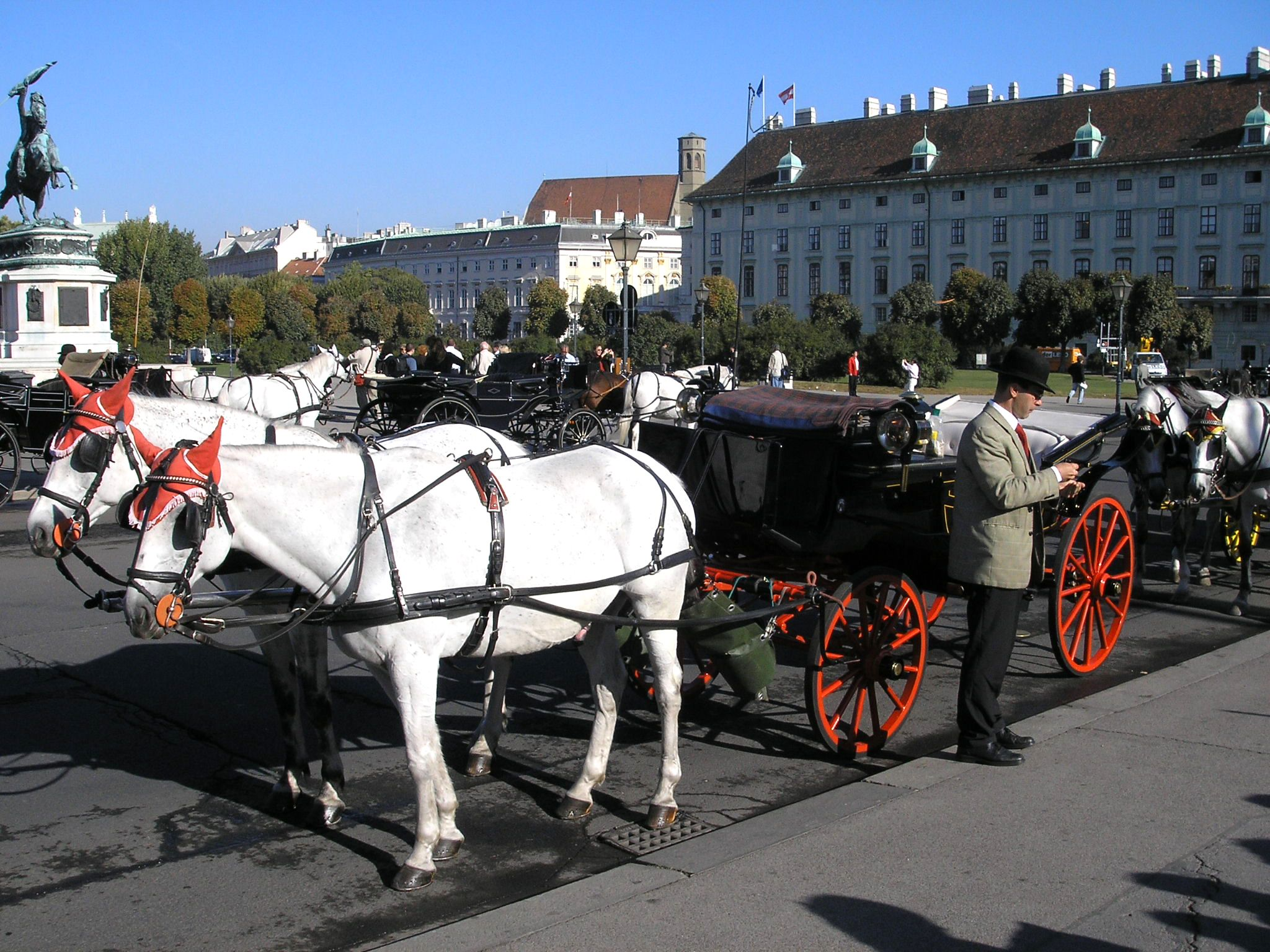
Fiáker várakozik a Hofburg előtt
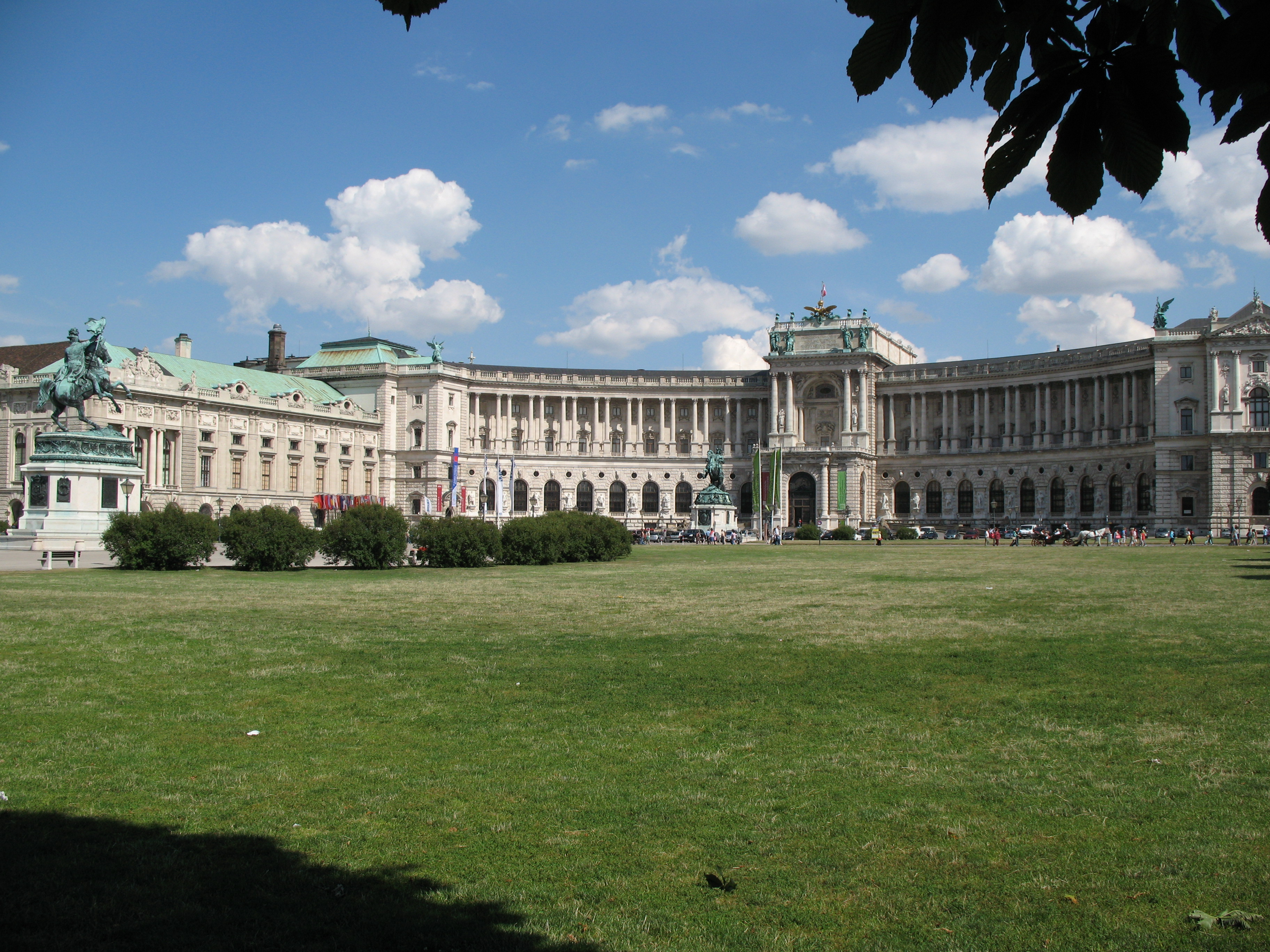
A Hofburg és az Am Hof egy része

## Fordítás
- Ez a szócikk részben vagy egészben  az   Innere_Stadt_(Wien) című német Wikipédia-szócikk fordításán alapul.  Az eredeti cikk szerkesztőit annak laptörténete sorolja fel. Ez a jelzés csupán a megfogalmazás eredetét és a szerzői jogokat jelzi, nem szolgál a cikkben szereplő információk forrásmegjelöléseként.